# جرين الحوار (الشعر)

تعديل مصدري - تعديل

جرين الحوار محلة تابعة لقرية الظهبى، التابعة لعزلة بيت الصائدي بمديرية الشعر إحدى مديريات محافظة إب في الجمهورية اليمنية.، بلغ تعداد سكانها 63 حسب تعداد اليمن لعام 2004.